# Пауліста (Пернамбуку)
Пауліста (порт. Paulista) — місто і муніципалітет в бразильському штаті Пернамбуку, частина Агломерації Ресіфі. Населення міста становить 319 тис. мешканців (2009), воно характеризується найвищим ІРЛП (0,799) в агломерації. Місто відоме своїми пляжами та є місцем народження футболіста Рівалду.